# عملة 1000 ريال يمني
تُعد عملة ألف ريال يمني أحد الفئات النقدية للريال اليمني، وتُمثل أكبر فئة في النظام النقدي المحلي، بدأ البنك المركزي اليمني إصدار هذه الفئة في عام 1998، وتلا ذلك إصدارات في الأعوام 2004، و2006، و2009، و2012، و2017.

## الإصدارات الورقية
| الوصف | الوصف                                       | الوصف                                       | الوصف                                       | الوصف                  | الوصف                  | الوصف                  | الوصف                  |
| --- | ------------------------------------------- | ------------------------------------------- | ------------------------------------------- | ---------------------- | ---------------------- | ---------------------- | ---------------------- |
| جهة الإصدار: البنك المركزي اليمني | جهة الإصدار: البنك المركزي اليمني           | جهة الإصدار: البنك المركزي اليمني           | جهة الإصدار: البنك المركزي اليمني           | المُصمِم: غير معروف      | المُصمِم: غير معروف      | المُصمِم: غير معروف      | المُصمِم: غير معروف      |
| العلامة المائية: شعار النبالة النسر الذهبي. | العلامة المائية: شعار النبالة النسر الذهبي. | العلامة المائية: شعار النبالة النسر الذهبي. | العلامة المائية: شعار النبالة النسر الذهبي. | الأبعاد (مم): 159 × 75 | الأبعاد (مم): 159 × 75 | الأبعاد (مم): 159 × 75 | الأبعاد (مم): 159 × 75 |
| وصف الوجه الأمامي |                                             |                                             |                                             |                        |                        |                        |                        |
| - الصور والرموز والرسومات: قصر سيئون، حضرموت - اللون: أصفر وأخضر - الكتابات: البنك المركزي اليمني صدرت بموجب قانون البنك المركزي اليمني، عن البنك المركزي اليمني قصر سيئون |                                             |                                             |                                             |                        |                        |                        |                        |
| وصف الوجه الخلفي |                                             |                                             |                                             |                        |                        |                        |                        |
| - الصور والرموز والرسومات: باب اليمن، صنعاء - اللون: أصفر وأخضر - الكتابات: CENTRAL BANK OF YEMEN صنعاء القديمة ONE THOUSAND RIALS                                         |                                             |                                             |                                             |                        |                        |                        |                        |
| صورة الوجه الأمامي | صورة الوجه الخلفي                           | مكان وتاريخ الإصدار                         | المطبعة                                     | التوقيع                | الأبعاد                | SCWPM                  | الملاحظات              |
| |                                             | 1998                                        | غير معروف                                   | محافظ البنك المركزي    | 157 × 85               | YE-32                  | [ 1 ]                  |
| |                                             | 2004                                        | غير معروف                                   | محافظ البنك المركزي    | 153 × 83               | YE-33                  | [ 2 ]                  |
| |                                             | 2006                                        | غير معروف                                   | محافظ البنك المركزي    | 157 × 83               |                        |                        |
| |                                             | 2009                                        | غير معروف                                   | محافظ البنك المركزي    | 159 × 75               | YE-36                  | [ 3 ]                  |
| |                                             | 2012                                        | غير معروف                                   | محافظ البنك المركزي    |                        | YE-36b                 |                        |
| |                                             | 2017                                        | غير معروف                                   | محافظ البنك المركزي    | 153 × 83               | 50                     | [ 4 ]                  |

## الإصدارات التذكارية
| \| \|                                                                                    | \| \|                                                                                    | \| \|                                                                          | \| \|                                                                          | \| \| |
| ---------------------------------------------------------------------------------------- | ---------------------------------------------------------------------------------------- | ------------------------------------------------------------------------------ | ------------------------------------------------------------------------------ | ----- |
| 1000 ريال يمني معدني (2004)                                                              |                                                                                          |                                                                                |                                                                                |       |
| الوجه : البنك المركزي اليمني 1000 ريال - 1000 RIALS 1425هـ - 2004م CENTRAL BANK OF YEMEN | الوجه : البنك المركزي اليمني 1000 ريال - 1000 RIALS 1425هـ - 2004م CENTRAL BANK OF YEMEN | العكس : صنعاء عاصمة للثقافة العربية 2004 SANA'A 2004 THE ARAB CULTURAL CAPITAL | العكس : صنعاء عاصمة للثقافة العربية 2004 SANA'A 2004 THE ARAB CULTURAL CAPITAL |       |
| الكتلة 73.3 غ                                                                            | المعدن قصدير، ونحاس                                                                      | القطر 60.3 مم                                                                  | السُمك                                                                          |       |
| المصمم(ون)                                                                               | المصمم(ون)                                                                               | الحواف أملس                                                                    | الحواف أملس                                                                    |       |
| الطرازات 2004                                                                            | الطرازات 2004                                                                            | القيمة الاسمية 1000 ريال يمني                                                  | القيمة الاسمية 1000 ريال يمني                                                  |       |
|                                                                                          |                                                                                          |                                                                                |                                                                                |       |

## طالع أيضًا
- قائمة النقود المعدنية اليمنية